# Lutherplatz (Jena)

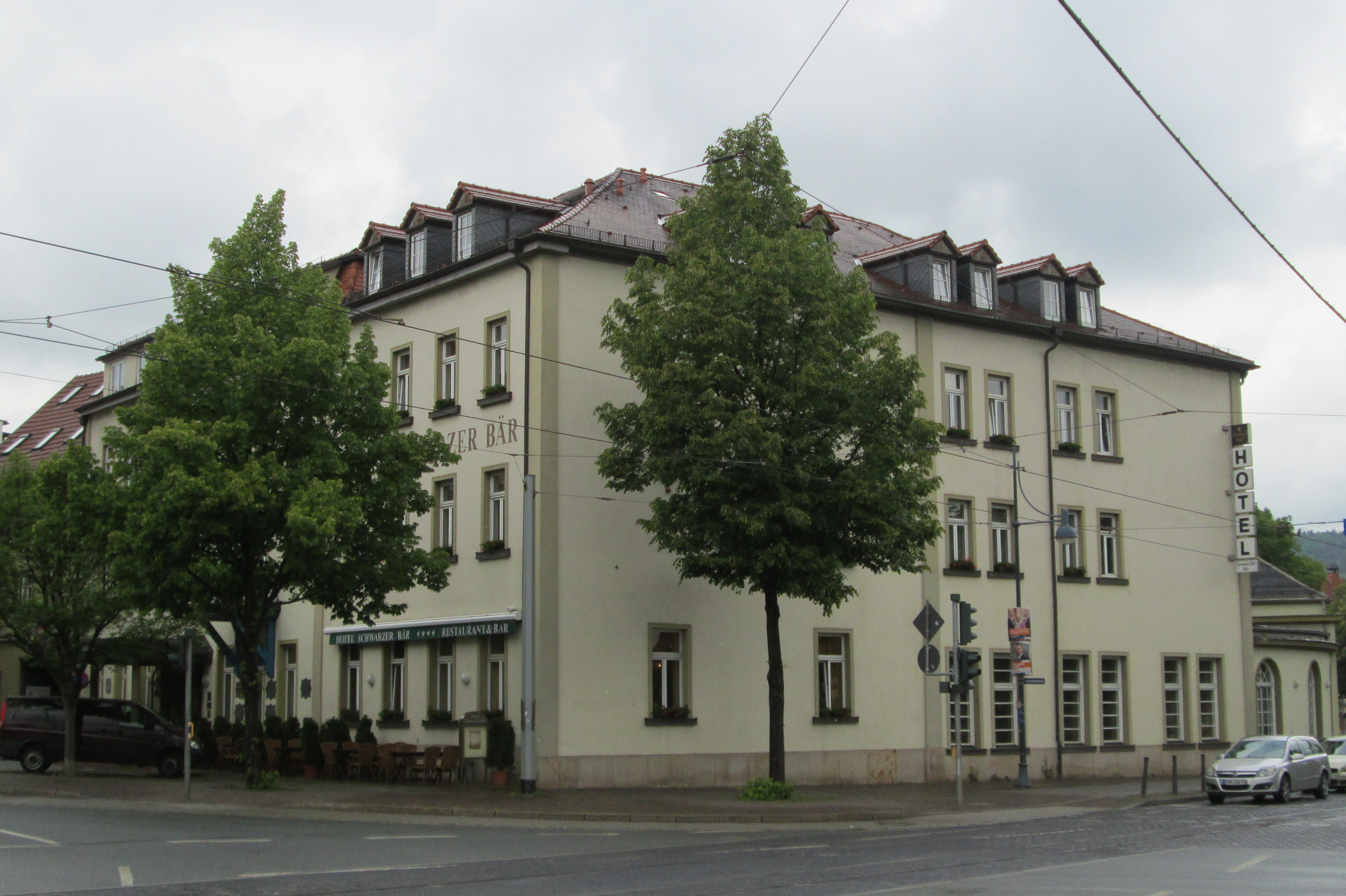
Hotel Schwarzer Bär am Lutherplatz

Der Lutherplatz ist eine Anliegerstraße im Zentrum der Universitätsstadt Jena und Teil der Bundesstraße 7. Er hat die Postleitzahl 07743 und wird von den Straßenbahnlinien 1 und 4 befahren. Im Gegensatz zur ebenfalls im Ortsteil Jena-Zentrum befindlichen Lutherstraße wurde der Platz nach dem Reformator Martin Luther benannt. Zurückzuführen ist die Benennung auf das am Lutherplatz befindliche Kulturdenkmal Hotel Schwarzer Bär, in dem Martin Luther ab 1522 mehrfach übernachtete. An der südwestlichen Ecke des langgestreckten Platzes befindet sich das 1908 an der Stelle des ehemaligen Stadtschlosses eröffnete Hauptgebäude der Friedrich-Schiller-Universität mit dem Burschenschaftsdenkmal, in südlicher Richtung ein Campus-Neubau. Im Norden befinden sich am Lutherplatz 3 Teile der Fachdienste Soziales sowie Gesundheit der Stadtverwaltung Jena. Bis 1972 gab es am Lutherplatz ein Autohaus, das Karl-Liebknecht-Haus, welches wegen der Straßenverbreiterung weichen musste.